# Bután en los Juegos Olímpicos
Bután en los Juegos Olímpicos está representado por el Comité Olímpico de Bután, creado en 1983 y reconocido por el Comité Olímpico Internacional en el mismo año.
Ha participado en once ediciones de los Juegos Olímpicos de Verano, su primera presencia tuvo lugar en Los Ángeles 1984. El país no ha obtenido ninguna medalla en las ediciones de verano.
En los Juegos Olímpicos de Invierno Bután no ha participado en ninguna edición.

## Medallero

### Por edición
Juegos Olímpicos de Verano
| Evento              | Oro | Plata | Bronce | Total |
| ------------------- | --- | ----- | ------ | ----- |
| Los Ángeles 1984    | 0   | 0     | 0      | 0     |
| Seúl 1988           | 0   | 0     | 0      | 0     |
| Barcelona 1992      | 0   | 0     | 0      | 0     |
| Atlanta 1996        | 0   | 0     | 0      | 0     |
| Sídney 2000         | 0   | 0     | 0      | 0     |
| Atenas 2004         | 0   | 0     | 0      | 0     |
| Pekín 2008          | 0   | 0     | 0      | 0     |
| Londres 2012        | 0   | 0     | 0      | 0     |
| Río de Janeiro 2016 | 0   | 0     | 0      | 0     |
| Tokio 2020          | 0   | 0     | 0      | 0     |
| París 2024          | 0   | 0     | 0      | 0     |
| TOTAL               | 0   | 0     | 0      | 0     |